# Bill Ligon
William Norman "Bill" Ligon (Nashville, Tennessee, 29 de mayo de 1952-Gallatin, Tennessee, 11 de junio de 2024) fue un jugador de baloncesto estadounidense que disputó una temporada en la NBA. Con 1,93 metros de estatura, jugaba en la posición de base.

## Trayectoria deportiva

### Universidad
A pesar de haber sido admitido en la Universidad de Princeton, aceptó una beca para jugar con los Commodores de la Universidad Vanderbilt, donde permaneció 3 temporadas, siendo elegido mejor novato del año en la primera de ellas.

### Profesional
Fue elegido en el puesto 175 del Draft de la NBA de 1974 por Detroit Pistons, y por los Kentucky Colonels en la sexta ronda del Draft de la ABA, fichando por los primeros. Allí jugó una única temporada, en la que fue uno de los jugadores menos utilizados, promediando 3,3 puntos por partido.

## Estadísticas de su carrera en la NBA

### Temporada regular
| Temporada | Edad | Equipo          | Liga | P  | TIT | MIN | TC  | TCA | %TC  | 3P | 3PA | %3P | TL  | TLA | %TL  | R.OF. | R.DEF. | REB | ASIS | ROB | TAP | PER | FP  | PTS |
| 1974-75   | 22   | Detroit Pistons | NBA  | 38 |     | 7.2 | 1.4 | 3.8 | .385 |    |     |     | 0.4 | 0.7 | .640 | 0.4   | 0.3    | 0.7 | 0.7  | 0.2 | 0.2 |     | 0.8 | 3.3 |
| Total     |      |                 | NBA  | 38 |     | 7.2 | 1.4 | 3.8 | .385 |    |     |     | 0.4 | 0.7 | .640 | 0.4   | 0.3    | 0.7 | 0.7  | 0.2 | 0.2 |     | 0.8 | 3.3 |

### Playoffs
| Temporada | Edad | Equipo          | Liga | P | TIT | MIN | TC  | TCA | %TC   | 3P | 3PA | %3P | TL  | TLA | %TL | R.OF. | R.DEF. | REB | ASIS | ROB | TAP | PER | FP  | PTS |
| 1974-75   | 22   | Detroit Pistons | NBA  | 2 |     | 3.5 | 0.5 | 0.5 | 1.000 |    |     |     | 0.0 | 0.0 |     | 0.0   | 0.0    | 0.0 | 0.0  | 0.0 | 0.0 |     | 0.5 | 1.0 |
| Total     |      |                 | NBA  | 2 |     | 3.5 | 0.5 | 0.5 | 1.000 |    |     |     | 0.0 | 0.0 |     | 0.0   | 0.0    | 0.0 | 0.0  | 0.0 | 0.0 |     | 0.5 | 1.0 |